# Ponerorchis chrysea
Ponerorchis chrysea är en orkidéart som först beskrevs av William Wright Smith, och fick sitt nu gällande namn av Károly Rezsö Soó von Bere. Ponerorchis chrysea ingår i släktet Ponerorchis och familjen orkidéer. Inga underarter finns listade i Catalogue of Life.